# Tanaecia penerka
Tanaecia penerka är en fjärilsart som beskrevs av Corbet och Henry Maurice Pendlebury 1978. Tanaecia penerka ingår i släktet Tanaecia och familjen praktfjärilar. Inga underarter finns listade i Catalogue of Life.